# Gianella Neyra
Gianella Neyra (Lima, 3 maggio 1977) è un'attrice peruviana.

## Biografia
Gianella Neyra, figlia di Jesús Neyra e di Giannina Magagna, è la seconda di tre figli. Trascorre la sua infanzia a Lima, dove frequenta un collegio di suore fino all’età di 16 anni.
Inizia la sua carriera come modella per pubblicità e fotoromanzi, passando al suo primo ruolo di attrice, a 17 anni, nella telenovela Malicia. Successivamente recita nelle telenovele Obsesión e Torbellino. Nel 1996 entra a far parte del cast di Escandalo, recitando infine nel film peruviano Coraje.
Nel 1999 è la protagonista nel film Girasoles para Lucia e successivamente ha una parte in Maria Rosa, buscame una esposa.
Nel 2001 recita nella telenovela Yago, pasión morena, insieme a Facundo Arana, e in seguito è protagonista di altre telenovelas e serie televisive. Nel 2003 è presente in Bésame tonto, dove interpreta il personaggio di Julieta Rossini per 120 episodi, e successivamente viene scelta come protagonista nella telenovela Culpable de este amor, nel ruolo di Laura Casenave.
Dal 2005 al 2007 recita in ¿Quién es el jefe?, in Mi problema con las mujeres e in El capo. Nel 2010 prende parte alla serie Los exitosos Gome$ e alla telenovela peruviana La Lola, mentre nel 2014 è nel film A los 40, insieme a Lali Espósito. Dopo aver preso parte a Locos de amor, nel 2016, e a El gran leon, nel 2018, l'attrice è presente nel solo settore cinematografico recitando in tre film: Sobredosis de amor, Papà Youtuber e Recontra-loca.

## Vita privata
È stata sposata con Segundo Cernadas, attore argentino con cui ha condiviso il ruolo di protagonista nella telenovela Besame tonto,  e da cui ha divorziato nel 2010. 
Nel 2015 si è risposata con Christian Rivero, da cui ha avuto due figli.

## Carriera (parziale)

### Televisione
- Malicia (1995)
- Obsesión (1996)
- Torbellino (1997)
- Escandalo (1997)
- Girasoles para Lucia (2000)
- María Rosa, buscame una esposa (2001)
- Yago, pasión morena (2002)
- Besame tonto (2004)
- Culpable de este amor (2004)
- ¿Quién es el jefe? (2005)
- Mi problema con las mujeres (2006)
- El capo (2007)
- Pobre millonaria (2008)
- Los exitosos Gome$ (2010)
- La lola (2011)
- Ramirez (2013)
- Al fondo hay sitio (2015)

## Cinema
- Coraje
- Ciudad de M
- Imposible amor
- Ella y el
- A los 40
- Siete semillas
- Locos de amor
- El gran Leon
- Sobredosis de Amor
- Papá youtuber
- Recontra-loca